# Europees kampioenschap voetbal 2008 (Groep A) Zwitserland - Turkije
Dit artikel gaat over de wedstrijd in de groepsfase in groep A tussen Zwitserland en Turkije gespeeld op 11 juni 2008 tijdens het Europees kampioenschap voetbal 2008.

## Voorafgaand aan de wedstrijd
- Emre Belözoğlu was geblesseerd en kon niet meedoen. Het centrale verdedigingsduo van de Turken was ook onzeker voor het treffen.

## Wedstrijdgegevens

De basisopstellingen van beide landen.

| Datum                | 11 juni 2008              | 11 juni 2008              |
| Stadion              | St. Jakob Park, Bazel     | St. Jakob Park, Bazel     |
| Toeschouwers         | 42.500                    | 42.500                    |
| Scheidsrechter       | Ľuboš Micheľ              | Ľuboš Micheľ              |
| Assistenten          | Roman Slyško Martin Balko | Roman Slyško Martin Balko |
| Vierde man           | Damir Skomina             | Damir Skomina             |
| Man van de wedstrijd | Arda Turan                | Arda Turan                |
|                      | Zwitserland               | Turkije                   |
| Doelpunten           | 1                         | 2                         |
| Gele kaarten         | 1                         | 3                         |
| Rode kaarten         | 0                         | 0                         |
| Wissels              | 3                         | 3                         |
| Schoten op doel      | 8                         | 5                         |
| Schoten naast doel   | 7                         | 4                         |
| Overtredingen        | 23                        | 23                        |
| Hoekschoppen         | 6                         | 5                         |
| Buitenspel           | 4                         | 3                         |
| Vrije trappen        | 26                        | 27                        |
| Strafschoppen        | 0                         | 0                         |
| Balbezit (tijd)      |                           |                           |
| Balbezit (%)         | 45                        | 55                        |

| Zwitserland | 1 – 2           | Turkije |
| Hakan Yakın 32' | goals (assists) | 57' Semih Şentürk 93' Arda Turan |
| Jakob Kuhn | bondscoach      | Fatih Terim |
| Diego Benaglio Ludovic Magnin Philippe Senderos Stephan Lichtsteiner Gökhan Inler Hakan Yakın 85' Eren Derdiyok Gelson Fernandes 76' Tranquillo Barnetta 66' Valon Behrami Patrick Müller | opstellingen    | Servet Çetin Hakan Balta Mehmet Aurélio 85' Nihat Kahveci 46' Gökdeniz Karadeniz 46' Tümer Metin Arda Turan Emre Aşık Tuncay Şanlı Hamit Altıntop Volkan Demirel |
| Johan Vonlanthen 66' Ricardo Cabanas 76' Daniel Gygax 85' | wissels         | 46' Mehmet Topal 46' Semih Şentürk 85' Colin Kâzım-Richards |
| Eren Derdiyok 55' | gele kaarten    | 48' Hakan Balta 41' Mehmet Aurélio 31' Tuncay Şanlı |
| | rode kaarten    | |

## Trivia
- Het doelpunt van Zwitserland door Hakan Yakın is pas het derde doelpunt gemaakt door Zwitserland op een eindronde van een Europees kampioenschap. Het eerste doelpunt werd gemaakt door Kubilay Türkyilmaz tijdens het Europees Kampioenschap 1996. Het tweede doelpunt werd gemaakt door Johan Vonlanthen tijdens het Europees Kampioenschap 2004.

## Overzicht van wedstrijden
| Groepswedstrijden | | | |
| Groep A | Groep B | Groep C | Groep D |
| Zwitserland - Tsjechië Portugal - Turkije Tsjechië - Portugal Zwitserland - Turkije Zwitserland - Portugal Turkije - Tsjechië | Oostenrijk - Kroatië Duitsland - Polen Kroatië - Duitsland Oostenrijk - Polen Oostenrijk - Duitsland Polen - Kroatië | Roemenië - Frankrijk Nederland - Italië Italië - Roemenië Nederland - Frankrijk Nederland - Roemenië Frankrijk - Italië | Spanje - Rusland Griekenland - Zweden Zweden - Spanje Griekenland - Rusland Griekenland - Spanje Rusland - Zweden |
| Kwartfinales | | | |
| Portugal - Duitsland | Kroatië - Turkije | Nederland - Rusland | Spanje - Italië                                                                                                   |
| Halve finales | | | |
| Duitsland - Turkije | Duitsland - Turkije                                                                                                  | Rusland - Spanje | Rusland - Spanje                                                                                                  |
| Finale | | | |
| Duitsland - Spanje | | | |